# 조수진 (안무가)
조수진(趙守鎭, 1974년 1월 6일 ~ )은 대한민국의 안무가이다. 중국에서 에어로빅 강사로 활동한 다음에 치어리딩 응원 문화를 처음 소개하여 대중화한 것으로 유명하며 2008년 베이징 하계 올림픽에서 중국 공식 응원단 총감독을 역임했다.

## 생애
조수진은 1974년 1월 6일에 경기도 인천시(현재의 인천광역시)에서 태어났으며 인천가좌여자중학교, 문일여자고등학교를 졸업했다. 조수진은 어린 시절부터 춤에 대해 관심을 가졌는데 초등학교 2학년 시절이던 1981년에 열린 학교 가을 운동회에서 전교생 대표로 참여하면서 안무를 제작하기도 했다.
조수진은 중학교 1학년 시절이던 1986년에 열린 인천 중등부 무용대회에서 살풀이춤을 통해 1위를 차지했는데 교사들의 권유를 받고 학원에서 에어로빅을 처음 접하게 된다. 중학교 3학년 시절이던 1988년부터 에어로빅 강사로 활동했고 1992년에는 에어로빅을 배우기 위하여 오스트레일리아 시드니 대학교에서 6개월 동안에 걸친 연수 생활을 했다.
조수진은 어린 시절에 발레리나가 되기를 원했지만 6세 시절에 부모의 이혼을 목격했을 정도로 어려운 집안 상황 때문에 단념했다고 한다. 특히 아버지의 잘못된 빚 보증 과정으로 인해 집에 있던 집기류들이 압류 조치를 받기도 했다. 그러던 중에 조수진은 1994년에 텔레비전에서 나오던 중국 관련 다큐멘터리를 보면서 단돈 400만 원을 들고 중국으로 출국하면서 유학 생활을 하게 된다.
조수진은 1994년에 대외경제무역대학에 입학했는데 집값이 싼 허름한 아파트에서 불법 거주하면서 돈을 절약하기 위해 중국인 행세를 하기도 했다. 그러다가 1995년에 베이징시에 위치한 캉메이다(康美達) 스포츠 센터에서 에어로빅 강사로 활동하면서 불과 1개월 만에 월급이 3배 정도 상승하는 현상을 목격하게 된다. 조수진은 1996년에 베이징 어언대학으로 편입학하면서 중국어를 전공했고 현지인 수준의 중국어를 구사하게 된다. 조수진은 1999년에 베이징 어언대학에서 학사 학위를 받으면서 졸업했는데 졸업식장에서 중국의 전통 의상인 치파오를 과감히 잘라서 미니스커트로 만드는 퍼포먼스를 선보이기도 했다.
조수진은 1999년부터 2003년까지 베이징 텔레비전(BTV)의 에어로빅 프로그램에 출연하면서 중국 각지에 에어로빅 열풍을 일으켰는데 에어로빅 동작에 댄스 음악을 결합시킨 '댄싱 에어로빅'(Dancing Aerobics)으로 주목을 받기도 했다. 1999년에는 조수진 에어로빅 시범단을 결성하고 연출 및 편성을 담당하면서 중국 각지에 댄싱 에어로빅을 전파하는 역할을 수행했다. 2000년에는 베이징에 위치한 피트니스 센터인 니르바나(Nirvana)의 총괄 매니저가 되었고 2002년에는 나이키의 중국 광고 전속 모델로도 활동했다.
조수진은 대한민국과 일본에서 공동 개최된 2002년 FIFA 월드컵에 참가한 중국 축구 국가대표팀 응원단인 치우미(球迷) 단장으로 활동했으며 2002년에는 중국 농구 협회(CBA)와의 계약을 통해 소속 농구단들의 치어리더 공연을 담당했다. 2005년 4월에는 자신의 이름을 딴 댄스 팀인 수진지무(중국어 간체자: 守镇之舞, 정체자: 守鎮之舞, 병음: Shǒuzhènzhīwǔ 서우전즈우[*], Soojin Dance)를 설립했고 2005년 10월 30일에는 미국의 중국계 외교관인 마이클 영과 결혼했다.
조수진은 2008년 베이징 하계 올림픽에서 중국 공식 응원단 총감독을 역임했는데 380명에 달하는 치어리더들이 여러 종목별 경기에서 펼친 300회가 넘는 공연을 성공적으로 진행했다. 조수진은 2009년부터 2013년까지 후난위성텔레비전에서 방송된 토크쇼 프로그램 《천하여인》(天下女人)에서 양란(楊瀾), 리아이(李艾)와 함께 진행자를 맡았다. 2018년에는 중국 《인민화보》와의 인터뷰를 가졌는데 자신을 수진지무 대표, 아우어베이커리(OUR Bakery) 대표라고 소개했다.

## 저서
- 《중국의 아침을 깨우는 여자》 (2002년, 김영사)